# Universidad del Cine
L'Universidad del Cine (Fundación Universidad del Cine, FUC) est une université nationale de gestion privée, ayant son siège dans le quartier de San Telmo à Buenos Aires, en Argentine.
L'institution est fondée en 1991 par le réalisateur de cinéma Manuel Antín, dont il fut recteur jusqu'à sa mort le 5 septembre 2024. En 2003, elle est autorisée définitivement par l'Arrêté nº 856/2003.
En 2019 et 2025, Variety et The Hollywood Reporter la classe comme une des meilleures écoles de cinéma du monde,.

## Infrastructures et ressources
L'enseignement théorique se combine avec la production audiovisuelle réalisée par les étudiants sous forme de courts métrages, de séries web et de documentaires, qui font partie des activités pédagogiques. Beaucoup de ces productions sont accessibles sur le site de l'institution.
Par la suite, l'établissement a soutenu la réalisation de documentaires et de longs métrages réalisés par les étudiants et les anciens élèves.
Les conditions d'admission pour les programmes de premier cycle sont :
- Avoir obtenu le diplôme de niveau secondaire permettant de poursuivre des études universitaires
- Suivre le cours d'initiation
L'Universidad del Cine est équipée pour la production et la post-production d'images et de son dans des formats vidéo professionnels, en films S16mm et 35mm. Elle se distingue par son Laboratoire pour le traitement des films négatifs couleur 16mm. C'est le seul laboratoire à but non lucratif en Amérique Latine pour ce format. Son travail est orienté vers les productions académiques et expérimentales. L'Universidad del Cine dispose de deux plateaux de tournage, d'ateliers d'animation traditionnelle et numérique, ainsi que d'un auditorium et d'une salle de projection (microcine) qui offre un programme d'activités ouvertes et gratuites pour tous ceux intéressés par l'activité cinématographique. Sa bibliothèque et vidéothèque sont spécialisées dans les arts audiovisuels, avec un accent sur le cinéma argentin. Elle possède environ 12 000 articles bibliographiques et 7 000 titres vidéo.

## Cursus

### Faculté de Cinématographie (Facultad de Cinematografía)
Programmes de licence :
- Réalisation ("Dirección de Cinematografía")
- Scénarisation ("Guión Cinematográfico")
- Éclairage et Caméra ("Iluminación y Cámara Cinematográficas")
- Scénographie et Costume ("Escenografía y Vestuario Cinematográficos")
- Montage Cinématographique ("Compaginación Cinematográfica")
- Production Cinématographique ("Producción Cinematográfica")
- Histoire, Théorie et Critique du Cinéma ("Historia, Teoría y Crítica Cinematográficas")
- Animation et Multimédia ("Cine de Animación y Multimedia")

- Programmes de post-diplôme :
- Master en réalisation de documentaires ("Maestría en Cine Documental")

### Faculté de Communication ("Facultad de Comunicación")
- [8]Programmes de licence :
- Arts Visuels ("Artes Visuales")
- Design Graphique ("Diseño Gráfico")
- Processus Éducatifs ("Procesos Educativos")

### Échanges étudiant[9]
Suisse : 
- Zürcher Hochschule der Künste (Zurich University of the Arts - ZHdK)
- Head - Haute École D´Art et de Design

République Tchèque :
- Film and TV School of the Academy of Performing Arts in Prague (FAMU)

Portugal :
- Escola Superior de Teatro e Cinema (ESTC)

France :
- Ecole nationale supérieure Louis-Lumière (LENS) (seulement en cursus de "Iluminación y Cámara Cinematográficas")
- Ecole nationale des arts de Paris - Cergy (ENSAPC)
- LA FEMIS (École Nationale Supérieure des métiers de l’image et du son) (seulement en cursus de "Iluminación y Cámara Cinematográficas")

Finlande :
- Aalto University School of Arts, Design and Architecture

Espagne : 
- Universidad Pompeu Fabra
- Universidad del León
- ESCAC: Escola de Cinema & Audiovisuals de Catalunya (centro adscrito a la UB-Universitat de Barcelona)

Belgique : 
- LUCA School of Arts
- KU Leuven, Faculty of Arts

Allemagne :
- Filmakademie Baden - Wüerttemberg
- Film University Babelsberg Konrad Wolf (Hochschule für Film und Fernsehen "Konrad Wolf") – Potsdam
- Hochschule für Fernsehen und Film München (HFF Munich)
- Hochschule für Bildende Künste Hamburg (HFBK Hamburg) (Seulement master)

## Élèves notables
- Mateo Stivel
- Andrés Muschietti
- Damián Szifron
- Lisandro Alonso
- Marco Berger
- Alejandro Brodersohn
- Albertina Carri
- Verónica Cura
- Mariano De Rosa
- Paz Encina
- Pablo Giorgelli
- Nicolás Goldbart
- Javier Juliá
- Ana Katz
- Marcelo Lavintman
- Mariano Llinás
- Pablo José Meza
- Santiago Mitre
- Rodrigo Moreno
- Milagros Mumenthaler
- Celina Murga
- Hernán Mussaluppi
- Bill Nieto
- Matías Piñeiro
- Alex Piperno
- Salvador Roselli
- Ariel Rotter
- Nicolás Saad
- Natalia Smirnoff
- Bruno Stagnaro
- Pablo Trapero
- Teddy Williams
- Alejandro Fadel
- Ronny Trocker
- Benjamin Naishtat
- Nicolás Isasi